# Kovlands Ishockeyförening
Kovlands Ishockeyförening (Kovlands IF) ist ein 2000 gegründeter schwedischer Eishockeyklub aus Kovland. Die Mannschaft spielt in der Division 1.

## Geschichte
Im Jahr 2000 trat die Eishockeyabteilung aus dem Sportverein Kovlands Idrottsförening aus und gründete einen eigenständigen Eishockeyklub unter dem Namen Kovlands Ishockeyförening. Die Mannschaft spielte seit ihrer Gründung in der drittklassigen Division 1, stieg aber zwischenzeitlich in die Division 2 ab, in der sie nunmehr antritt. 2018 verpasste der Klub als Gruppensieger der Gruppe Nord C/D den Wiederaufstieg in die nunmehr Hockeyettan genannte dritte Liga erst durch zwei Niederlagen (0:5 und 3:5) gegen den Sieger der Parallelstaffel Nord A/B, den Kiruna AIF.

## Bekannte ehemalige Spieler
- Jörgen Eriksson